# Patricia Highsmith
Patricia Highsmith (Mary Patricia Plangman, Fort Worth, Texas, 19 de enero de 1921 - Locarno, Suiza, 4 de febrero de 1995) fue una novelista estadounidense famosa por sus obras de suspense.

## Biografía
Sus padres, Jay Bernard Plangman y Mary Coates, se divorciaron antes de su nacimiento. Por eso, no conoció a su padre hasta los doce años. Durante los primeros años de su vida fue educada por su abuela materna, Willi Mae, en Texas.
En 1924 su madre contrajo matrimonio con Stanley Highsmith, del que Patricia tomó el apellido. En 1927 se marchó a vivir a Nueva York con ellos, donde trabajaban como diseñadores gráficos. Patricia mantuvo siempre una relación complicada con ellos. Según confesaba, su madre intentó abortar bebiendo aguarrás durante su embarazo. Highsmith nunca superó esta relación de amor y odio con su madre. Tanto así que le inspiró para escribir The Terrapin, en el que un joven apuñala a su madre.
Fue una lectora voraz, interesada en obras relacionadas con la culpa, la mentira y el crimen, que más adelante fueron temas centrales en su obra. Posiblemente desde la situación de  alimentar ella misma ese tipo de pensamientos y acciones en su vida. A los ocho años descubrió el libro de Karl Menninger La mente humana, que despertó fascinación en ella por los casos descritos sobre enfermos mentales. Los análisis de este autor sobre las conductas anormales influyeron en su percepción de los personajes literarios. 
Se graduó en 1942 en el Barnard College, donde estudió literatura inglesa, latín y griego. Mientras vivía en la ciudad de Nueva York y México entre 1942 y 1948, antes de publicar sus primeros cuentos, Highsmith escribió para editoriales de cómics. El trabajo de guionista de cómics fue el único empleo a largo plazo que tuvo Highsmith. En 1943 empezó a trabajar para la editorial Fawcett haciendo sinopsis de cómics y en esa época descubre su homosexualidad, tema que tratará más adelante cuando en 1952 aparezca bajo el pseudónimo de Claire Morgan su novela El precio de la sal. Trata de la problemática historia de amor entre dos mujeres, con un final feliz insólito para la época. Unas tres décadas después la reimprimió con el título de Carol y descubriendo que era ella la verdadera autora, revelando en su epílogo las comprensibles razones del anonimato inicial. Finalizaba con estas palabras: «Me alegra pensar que este libro le dio a miles de personas solitarias y asustadas algo en que apoyarse».
A los 22 años comenzó a escribir su primera novela, The Click of the Shutting, que nunca fue publicada. En 1945, tras una breve estancia en México de cinco meses, surgieron los cuentos En la Plaza, escrito en Taxco, estado de Guerrero, y El coche. Publicó su primer cuento a los 24 años en la revista Harper's Bazaar. En 1950 publica su primera novela, Extraños en un tren, por la que saltó a la fama un año después con la adaptación al cine de Alfred Hitchcock. 
El pesimismo de sus historias, su exclusión de todo sentimentalismo y la crueldad materialista de sus análisis éticos fueron mal acogidos en Estados Unidos, pero no en Europa, y como sus ideas políticas de sesgo comunista contrariaban a la forma de vida americana, abandonó EUA y se trasladó para siempre a Europa en 1963. Residió en East Anglia (Reino Unido) y en Francia, y sus últimos años los pasó en Tegna, al oeste de Locarno (Suiza), donde falleció.

## Vida personal
Según cuenta su biografía, Beautiful Shadow, su vida personal era problemática, en parte por su alcoholismo; nunca tuvo una relación sentimental que durase más que unos pocos años, ni siquiera con la también novelista Marijane Meaker. Prefería la compañía de sus muchos gatos y caracoles y una vez dijo: «Mi imaginación funciona mucho mejor cuando no tengo que hablar con la gente». También se la ha acusado de misoginia por sus Little Tales of Misogyny y de antiamericanismo por sus Tales of Natural and Unnatural Catastrophes; lo cierto es que su fama de escritora morbosa no la hizo especialmente vendible en los Estados Unidos. Highsmith encontraba frecuentemente inspiración en el arte, en la psicología clínica y en el reino animal. 
Escribió más de 30 libros entre novelas, ocho colecciones de cuentos, entre los que destacan los Little Tales of Misogyny (Cuentos misóginos), Crímenes bestiales y los Tales of Natural and Unnatural Catastrophes (Catástrofes, 1987), ensayos y otros textos.

## Obra
La temática de la obra de Patricia Highsmith se centra en torno a la culpa, la mentira y el crimen, y sus personajes, muy bien caracterizados, suelen estar cerca de la psicopatía y se mueven en la frontera misma entre el bien y el mal. Esto es muy notorio en su primera novela publicada, Extraños en un tren (de 1950), que fue llevada un año después al cine por Alfred Hitchcock con el mismo título y cuyo guion fue adaptado por Raymond Chandler.
La visión de la realidad que se desprende de sus novelas y cuentos es depresiva, pesimista y sombría, como también su concepto sobre el ser humano. Algunas de sus novelas incluyen referencias homosexuales; su novela Carol, que sus editores rechazaron por su temática lésbica, fue publicada bajo el pseudónimo Claire Morgan en 1953 y vendió cerca de un millón de ejemplares. En su última novela publicada, Small g, un idilio de verano (de forma póstuma un mes después de su fallecimiento), se trata nuevamente la temática homosexual, esta vez en torno a la presentación de una serie de relaciones equivocadas.
Highsmith, cuyo estilo se presenta tan económico como el de Guy de Maupassant, al que admiraba, destaca especialmente como creadora de personajes, especialmente marginales. Busca la polémica barata y le atrae especialmente la ambigüedad moral: sus héroes suelen ser personajes turbios y ambiguos que explotan la hipocresía social para ascender socialmente. Su obra se compone de una veintena de novelas, un gran número de relatos y un ensayo, El arte del suspense. 
En 1935 escribió su primer relato, que no se conserva. Empezó a escribir gruesos volúmenes desde los 16 años hasta su muerte relatos y novelas, así como diarios. Todo este material se conserva en los Archivos Literarios Suizos, en Berna.

## Serie "Ripley" (1955-1991)
Una estancia en Europa le inspiró el personaje del amoral Tom Ripley, cuya primera aparición data de 1955 con El talento de Mr. Ripley, escrita tras el primer viaje de la escritora al Viejo Continente, sufragado con los derechos cinematográficos de su primera novela, la ya citada Extraños en un tren.
Con esta primera novela de la serie, obtuvo el Gran premio de la literatura policíaca y estuvo nominada al Premio Edgar a la mejor novela, y ha sido adaptada al cine en dos ocasiones y convertida también en serie de televisión. El personaje de Ripley vuelve a protagonizar otras cuatro novelas y se ha convertirá en uno de los más populares protagonistas de series de novelas de intriga, sin ser policía ni detective, sino un estafador, ladrón y asesino ocasional, que no se somete a la moral establecida y crea sus propios valores. Al contrario de lo habitual, no es castigado ni atrapado por la policía e inicia un gran ascenso social.

### Las novelas
El personaje de Tom Ripley ha protagonizado las siguientes cinco novelas a lo largo de 36 años (1955-1991):
1. El talento de Mr. Ripley / A pleno sol (The Talented Mr. Ripley, 1955)
2. La máscara de Ripley / Ripley bajo tierra (Ripley Under Ground, 1970)
3. El juego de Ripley / El amigo americano (Ripley's Game, 1974)
4. Tras los pasos de Ripley / El muchacho que siguió a Ripley (The Boy Who Followed Ripley, 1980)
5. Ripley en peligro (Ripley Under Water, 1991)

### Actores que han interpretado a Tom Ripley
A lo largo de los primeros setenta años de vida del personaje, numerosos actores han interpretado el papel de Tom Ripley en cine, televisión y radio:
- Alain Delon (A pleno sol, adaptación de El talento de Mr. Ripley, 1960)
- Dennis Hopper (El amigo americano, adaptación de El juego de Ripley, 1977)
- Matt Damon (El talento de Mr. Ripley, 1999)
- John Malkovich (El juego de Ripley, 2002)
- Barry Pepper (Mr. Ripley el regreso, adaptación de La máscara de Ripley, 2005)
- Jonathan Kent (episodio "Patricia Highsmith: A Gift for Murder" de la serie televisiva "The South Bank Show", 1982)
- Ian Hart (en la adaptación radiofónica de los 5 libros de la serie, 2009)
- Andrew Scott (en la serie de televisión Ripley, 2024)

## Títulos publicados

### Novelas
- Extraños en un tren (Strangers on a Train, 1950)
- El precio de la sal / Carol (The Price of Salt, también conocida como Carol, 1952). Publicada originalmente con el pseudónimo de Claire Morgan y reeditado con su nombre 37 años después (en 1989) con el título de Carol.
- El cuchillo (The Blunderer, 1954)
- El talento de Mr. Ripley / A pleno sol (The Talented Mr. Ripley, 1955). 1.ª novela de la serie "Ripley"
- Mar de fondo (Deep Water, 1957)
- Un juego para los vivos (A Game for the Living, 1958)
- Ese dulce mal (This Sweet Sickness, 1960)
- Las dos caras de enero (The Two Faces of January, 1961)
- El grito de la lechuza (The Cry of the Owl, 1962)
- La celda de cristal (The Glass Cell, 1964)
- Crímenes imaginarios / El cuentista (A Suspension of Mercy, también conocida como The Story-Teller, 1965)
- El juego del escondite (Those Who Walk Away, 1967)
- El temblor de la falsificación (The Tremor of Forgery, 1969)
- La máscara de Ripley / Ripley bajo tierra (Ripley Under Ground, 1970). 2.ª novela de la serie "Ripley"
- Rescate por un perro (A Dog's Ransom, 1972)
- El juego de Ripley / El amigo americano (Ripley's Game, 1974). 3.ª novela de la serie "Ripley"
- El diario de Edith (Edith's Diary, 1977)
- Tras los pasos de Ripley / El muchacho que siguió a Ripley (The Boy Who Followed Ripley, 1980). 4.ª novela de la serie "Ripley"
- Gente que llama a la puerta (People Who Knock on the Door, 1983)
- El hechizo de Elsie (Found in the Street, 1987)
- Ripley en peligro (Ripley Under Water, 1991). 5.ª novela de la serie "Ripley"
- Small g: un idilio de verano (Small g: a Summer Idyll, 1995)

### Libros de relatos
- Once (Eleven, también conocida como The Snail-Watcher and Other Stories, 1970)
- Pequeños cuentos misóginos (Little Tales of Misogyny, 1974)
- Crímenes bestiales (The Animal Lover's Book of Beastly Murder, 1975)
- A merced del viento (Slowly, Slowly in the Wind, 1979)
- La casa negra (The Black House, 1981)
- Sirenas en el campo de golf (Mermaids on the Golf Course, 1985)
- Catástrofes (Tales of Natural and Unnatural Catastrophes, 1987)
- Los cadáveres exquisitos (1995, selección de relatos escritos entre 1960 y 1990)
- Pájaros a punto de volar (1.ª parte de Nothing That Meets the Eye: The Uncollected Stories, 2002, reúne relatos escritos entre 1938 y 1949, publicada póstumamente)
- Una afición peligrosa (2.ª parte de Nothing That Meets the Eye: The Uncollected Stories, 2002, reúne relatos escritos entre 1950 y 1970, publicada póstumamente)

### Miscelánea
- Miranda the Panda Is on the Veranda (1958, coescrito junto a Doris Sanders). Libro para niños, en verso y con dibujos.
- Suspense (Plotting and Writing Suspense Fiction, 1966). La autora nos muestra las entrañas del proceso de creación de una novela de intriga.
- The fire of the enemy (relato inacabado que no llegó a publicarse durante la vida de la autora, escrito durante los últimos meses de su vida, 1995)[16]

## Premios
- 1946: Premio O. Henry al mejor primer relato por The Heroine, publicado en Harper's Bazaar.
- 1951: Nominada al Premio Edgar a la mejor primera novela por Extraños en un tren, otorgado por la Asociación de Escritores de Misterio de América.
- 1956: Nominada al Premio Edgar a la mejor novela por El talento de Mr. Ripley, otorgado por la Asociación de Escritores de Misterio de América.
- 1957: Gran premio de la literatura policíaca por El talento de Mr. Ripley.
- 1963: Nominada al Premio Edgar al mejor relato por The Terrapin.
- 1964: Premio Silver Dagger (Daga de Plata) a la mejor novela extranjera por Las dos caras de enero, otorgado por la Asociación de Escritores del Crimen de Gran Bretaña.
- 1975: Gran Premio del Humor Negro por El amateur de escargot.
- 1990: Caballero de la Orden de las Artes y las Letras, otorgado por el Ministerio de Cultura de Francia.

## Adaptaciones

### Extraños en un tren(1950)
- Extraños en un tren o Pacto siniestro (Strangers on a Train, 1951), película estadounidense dirigida por Alfred Hitchcock, guion adaptado de Raymond Chandler y protagonizada por Farley Granger, Ruth Roman y Robert Walker.
- No beses a un extraño (Once You Kiss a Stranger, 1969), película estadounidense dirigida por Robert Sparr.
- Tira a mamá del tren (Throw Momma from the Train, 1987), película estadounidense dirigida por Danny DeVito y protagonizada por Billy Crystal, Danny DeVito y Anne Ramsey. Libre adaptación de la historia. Comedia.
- Extrañas en un tren (Once You Meet a Stranger, 1996), telefilme estadounidense dirigido por Tommy Lee Wallace y protagonizado por Jacqueline Bisset. Versión femenina de la novela.

### Serie "Ripley"

#### El talento de Mr. Ripley(1955)
- A pleno sol (Plein Soleil, 1960), película francesa dirigida por René Clément y protagonizada por Alain Delon (Tom Ripley), Maurice Ronet y Marie Laforêt.
- El talento de Mr. Ripley (The Talented Mr. Ripley, 1999), película estadounidense dirigida por Anthony Minghella y protagonizada por Matt Damon (Tom Ripley), Gwyneth Paltrow, Jude Law, Cate Blanchett y Philip Seymour Hoffman. 5 nominaciones a los Premios Óscar en 2000.
- Ripley (Ripley, 2021), 1.ª temporada de la serie de televisión estadounidense dirigida por Steven Zaillian y protagonizada por Andrew Scott (Tom Ripley), producida por Showtime.

#### La máscara de Ripley(1970)
- Mr. Ripley el regreso (Ripley Under Ground, 2005), película estadounidense dirigida por Roger Spottiswoode y protagonizada por Barry Pepper (Tom Ripley), Jacinda Barrett, Tom Wilkinson y Willem Dafoe.

#### El juego de Ripley(1974)
- El amigo americano (Der amerikanische Freund, 1977), película alemana dirigida por Wim Wenders y protagonizada por Dennis Hopper (Tom Ripley) y Bruno Ganz.
- El juego de Ripley (Ripley's Game, 2002), película ítalo-estadounidense dirigida por Liliana Cavani y protagonizada por John Malkovich (Tom Ripley), Dougray Scott y Ray Winstone.

### Otras adaptaciones en el cine
- Le Meurtrier (adaptación de El cuchillo, 1963), película francesa dirigida por Claude Autant-Lara.
- Dites-lui que je l'aime (adaptación de Ese dulce mal, 1977), película francesa dirigida por Claude Miller y protagonizada por Gérard Depardieu y Miou-Miou.
- Die gläserne Zelle (adaptación de La celda de cristal, 1979), película alemana dirigida por Hans W. Geißendörfer en 1978. Nominada al Premio Óscar a la Mejor película extranjera.
- Eaux profondes (adaptación de Mar de fondo, 1981), película francesa dirigida por Michel Deville y protagonizada por Isabelle Huppert y Jean-Louis Trintignant.
- Ediths Tagebuch (adaptación de El diario de Edith, 1983), película alemana dirigida por Hans W. Geißendörfer.
- Die zwei Gesichter des Januars (adaptación de Las dos caras de enero, 1985), película alemana dirigida por Wolfgang Storch y Gabriele Zerhau.
- Le Cri du hibou (adaptación de El grito de la lechuza, 1987), película francesa dirigida por Claude Chabrol y protagonizada por Mathilda May.
- Der Geschichtenerzähler (adaptación de Crímenes imaginarios, 1991), película alemana dirigida por Rainer Boldt .
- Trip nach Tunis (adaptación de El temblor de la falsificación, 1993), película alemana dirigida por Peter Goedel.
- The Cry of the Owl (adaptación de El grito de la lechuza, 2009), película franco-inglesa dirigida por Jamie Thraves y protagonizada por Julia Stiles.
- The Two Faces of January (adaptación de Las dos caras de enero, 2014), película norteamericana dirigida por Hossein Amini.
- 'Carol (adaptación de El precio de la sal, también conocida como Carol, 2015), película británico-estadounidense dirigida por Todd Haynes y protagonizada por Cate Blanchett y Rooney Mara. Tal vez una de las más exitosas adaptaciones, nominada a seis premios Óscar se considera una obra maestra del cine.

### Televisión y radio
- Los cadáveres exquisitos de Patricia Highsmith (Les Cadavres exquis de Patricia Highsmith / Patricia Highsmith's Tales), serie televisiva franco-británica de 12 episodios de una hora de duración basada en sus relatos de intriga y emitida en 1990, producida por el canal francés M6.
- Tiefe Wasser (adaptación de Mar de fondo), telefilme alemán dirigido por Franz-Peter Wirth en 1983.
- Der Schrei der Eule (adaptación de El grito de la lechuza), telefilme alemán dirigido por Tom Toelle en 1987.
- La rançon du chien (adaptación de Rescate por un perro), telefilme francés dirigido por Peter Kassovitz en 1996.
- La cadena estadounidense CBS adaptó en 1956 para el programa "Studio One" la novela El talento de Mr. Ripley.
- La cadena inglesa ITV adaptó en 1982 para el programa "The South Bank Show" la novela La máscara de Ripley en el episodio "Patricia Highsmith: A Gift for Murder", interpretado por Jonathan Kent (Tom Ripley).
- The Day of Reckoning (basada en el relato homónimo), capítulo de la serie de televisión "Chillers", de producción franco-inglés, dirigido por Samuel Fuller en 1990.
- La emisora pública británica BBC Radio 4 adaptó en 2009 los cinco libros de la serie "Ripley interpretados por Ian Hart (Tom Ripley).
- La emisora española Radio 3 hizo una adaptación de la novela Extraños en un tren en otoño del año 2010.